# Tân Lộc Đông
Tân Lộc Đông là một xã thuộc huyện Thới Bình, tỉnh Cà Mau, Việt Nam.

## Địa lý
Xã Tân Lộc Đông nằm ở phía đông nam huyện Thới Bình, có vị trí địa lý:
- Phía đông và phía bắc giáp tỉnh Bạc Liêu
- Phía tây giáp xã Tân Lộc và xã Tân Lộc Bắc
- Phía nam giáp xã Tân Lộc.

Xã Tân Lộc Đông có diện tích 41,10 km², dân số năm 2022 là 7.851 người, mật độ dân số đạt 191 người/km².

## Hành chính
Xã Tân Lộc Đông được chia thành 5 ấp: 1, 3, 5, 6, 7.

## Lịch sử
Ngày 29 tháng 8 năm 2000, Chính phủ ban hành Nghị định số 41/2000/NĐ-CP về việc thành lập xã Tân Lộc Đông trên cơ sở 4.064 ha diện tích tự nhiên và 4.478 nhân khẩu của xã Tân Lộc.
Ngày 9 tháng 12 năm 2020, HĐND tỉnh Cà Mau ban hành Nghị quyết số 28/NQ-HĐND về việc:
- Sáp nhập Ấp 2 vào Ấp 1.
- Sáp nhập Ấp 4 vào Ấp 5.